# Kenkō Yoshida
Kenkō Yoshida (jap. 吉田兼好 Yoshida Kenkō; ur. 1283, zm. 1350) – japoński pisarz i poeta, mnich buddyjski.

## Imię i nazwisko
Pierwotnie nazywał się Urabe no Kaneyoshi 卜部兼好. Przybrane przez niego nazwisko Yoshida 吉田 wywodzi się od nazwy świątyni w Kioto, gdzie jego przodkowie służyli jako kapłani. Imię Kaneyoshi 兼好 natomiast zaczęto odczytywać (bez zmiany zapisu znakami chińskimi) na sposób sinojapoński jako Kenkō 兼好, tak jak to niekiedy miało miejsce w średniowiecznej Japonii (por. np. Fujiwara no Sadaie/Teika 藤原定家). Znany jest także jako „mnich Kenkō” (Kenkō hōshi 兼好法師).

## Życiorys
Wywodził się z szanowanej rodziny kapłanów sintoistycznych. Przez długie lata służył na dworze cesarskim, jednak po śmierci w 1324 roku swego protektora, ekscesarza Go-Udy, został mnichem buddyjskiej sekty Tendai. Prowadził samotne życie, wędrując po wschodnich prowincjach Japonii, a następnie jako pustelnik – najpierw na górze Hieizan, później na Narabigaoka w pobliżu Kioto, gdzie prawdopodobnie powstało Tsurezuregusa. Ostatnią dekadę życia spędził w pobliżu góry Kunimiyama w prowincji Iga. Przez swoich współczesnych ceniony był zwłaszcza jako poeta, wybitny twórca wierszy waka (zaliczany do czterech mistrzów poezji okresu Ashikaga).

## Twórczość
Jego najbardziej znanym dziełem jest zbiór szkiców zuihitsu zatytułowany Tsurezuregusa (Szkice z wolnych chwil lub Zapiski dla zabicia czasu), powstały w latach 1330–1331. Istnieje także antologia jego wierszy Kenkō hōshi shū 兼好法師集 („Zbiór mnicha Kenkō”).